# Вулиця Раїси Букіної (Київ)
Ву́лиця Раї́си Бу́кіної — вулиця у Святошинському районі міста Києва, селище Біличі. Пролягає від безіменного проїзду вздовж проспекту Академіка Палладіна до Бучанської вулиці.
Прилучаються провулок Раїси Букіної та вулиця Дунаєвського.

## Історія
Вулиця виникла в першій половині XX століття, мала назву Комсомольська. Сучасна назва на честь діяча київського антифашистського підпілля Раїси Букіної — з 1966 року.